# عن الآباء والأبناء
عن الآباء والأبناء هو فيلم وثائقي ألماني باللغة العربية لعام 2017 من إخراج طلال ديركي حول الجهادية المتطرفة والتدريب الإرهابي في سوريا.

## قطعة
تحت ستار المصور الصحفي المتعاطف مع الجهاديين السلفيين، يُسمح لطلال الدركي بدخول قرية تسيطر عليها جبهة النصرة بالقرب من الخط الأمامي للحرب الأهلية السورية، ويقيم مع عائلة أسامة. رب الأسرة أبو أسامة متعصب متحمّس، يمدح علناً هجمات 11 سبتمبر ويسمي أولاده بأسماء قادة القاعدة وطالبان. يعمل كقناص ومزيل لإزالة الألغام، وينزع أطفاله من المدرسة بسبب التعليم المختلط. الأطفال، ولا سيما الابن الأكبر أسامة، يصبحون أكثر عرضة للقتال والبلطجة.
خلال مهمة، يتم تفجير ساق أبو أسامة اليسرى بواسطة لغم. بعد ذلك بوقت قصير، يتم إرسال الأطفال إلى معسكر تدريبي للإرهابيين. الأولاد يواجهون ظروفا قاسية، وسرعان ما يصبحون حنينًا للوطن والأسرة. بعد عودته إلى المنزل، يتم تدمير كتبه العزيزة في غارة جوية للقوات الجوية الروسية، ويعيش عن طريق بيع مكونات من مناجم منزوعة السلاح إلى صانعي قنابل. وهو لا يزال ملتزماً باعتقاده بأن الحرب سوف تؤدي إلى حرب عالمية ثالثة نهاية بين إحياء الخلافة والعالم المسيحي وتحقيق انتصار المهدي ضد الدجال.
في المخيم، يتقدم أسامة على قدميه ويتم إعداده لمزيد من التدريب العسكري، في حين أن أخيه الأصغر أيمن لا يقوم بعمل جيد ويريد الذهاب إلى المدرسة. أبو أسامة يتخذ الخطوة الحاسمة في تعليم أسامة كيفية إطلاق النار. قبل أن يغادر أسامة إلى معسكر أكثر كثافة، يشترك في لغز مع أيمن. يخضع أسامة لثلاث سنوات من التدريب والتلقين، بينما يعود أيمن إلى المدرسة.
مع اقتراب لواء أسامة إلى الجبهة للمرة الأولى وبينما يغادر طلال للعودة إلى برلين، يشرح أن أيمن وأسامة استمروا في طرقهم المنفصلة في سنوات مراهقتهم، وينعكس على الدمار العميق الذي أصاب سوريا.

## المصبوب
- أبو أسامة - بنفسه
- أيمن أسامة - بنفسه
- أسامة أسامة - بنفسه

## روابط خارجية
- عن الآباء والأبناء على موقع IMDb (الإنجليزية)
- عن الآباء والأبناء على موقع ميتاكريتيك (الإنجليزية)
- عن الآباء والأبناء على موقع روتن توميتوز (الإنجليزية)
- عن الآباء والأبناء على موقع أول موفي (الإنجليزية)
- عن الآباء والأبناء على موقع بوكس أوفيس موجو (الإنجليزية)
- عن الآباء والأبناء على موقع قاعدة بيانات الفيلم (الإنجليزية)
- عن الآباء والأبناء على موقع ليتربوكسد (الإنجليزية)
- عن الآباء والأبناء على موقع كينوبويسك (الروسية)

- الموقع الرسمي
- Of Fathers and Sons في روتن توميتوز.
- Of Fathers and Sons  في قاعدة بيانات الأفلام على الإنترنت (بالإنجليزية)
- عن الآباء والأبناء في موقع ميتاكريتيك.